# Стрельба на Парламентском холме Оттавы (2014)
Стрельба на Парламентском холме Оттавы произошло 22 октября 2014 год столице Канады. Стрельба началась незадолго до 10:00. Нападавший расстрелял одного из канадских солдат почётного караула возле Национального военного мемориала Канады.

## Жертвы
Расстрелянный у мемориала солдат, капрал Натан Сирилло, скончался в больнице. Также в перестрелке в здании парламента был убит террорист, уроженец Канады Майкл Зихаф-Бибо.

## Расследование
Перед терактом, за день до него, было записано видеообращение, полиция изучает его, позднее оно было опубликовано.
Погибший оказался из состоятельной семьи, гражданин Канады, его отец воевал в Ливии в 2011 году против М. Каддафи. Это вызвало шок в стране. Террорист обратился в ислам, изменил своё имя на Фейсбуке на Ахмад и являлся сторонником террористической организации Исламское государство.
В парламенте премьер-министр Стивен Харпер 15 минут прятался в кладовке, пока в зале депутаты из флагштоков сделали копья.

## Международная реакция
- США: Президент Барак Обама в телефонном разговоре с премьер-министром Канады Стивеном Харпером выразил солидарность американского народа с Канадой в результате нападений на канадских военных в Квебеке 20 октября[англ.] и в Оттаве 22 октября. Президент осудил эти нападения и подтвердил тесную дружбу и союз между народами, а также предложил любую помощь[9].
- Россия: 23 октября Министерство иностранных дел Российской Федерации (МИД РФ) официально заявило, что этот теракт свидетельствует о необходимости объединить усилия по борьбе с терроризмом, и выразил соболезнования пострадавшим[10].